# Theater am Potsdamer Platz
Le Theater am Potsdamer Platz est un théâtre pour les comédies musicales à Berlin, dans le quartier de Tiergarten.

## Histoire
Le bâtiment de l'architecte Renzo Piano sur la Marlene-Dietrich-Platz est achevé le 2 octobre 1998 près de la Potsdamer Platz et ouvre le 5 juin 1999 en tant que théâtre pour des comédies musicales. Avec 1 754 places, le théâtre est l'un des plus grands théâtres d'Allemagne.
Le Bossu de Notre-Dame, une comédie musicale créée ici, dure jusqu'à fin juin 2002. C'est la première fois qu'une comédie musicale de Disney n'a sa première ni à Broadway ni dans le West End de Londres. Après la faillite de la société de production de spectacles Stella Entertainment AG, le théâtre est repris par Stage Entertainment en juillet 2002. Après un intermède avec la comédie musicale Cats, le genre du spectacle s'élargit en mai 2004 avec la première européenne de Blue Man Group qui mélange cabaret et performance artistique. Après le déménagement du Blue Man Group au BlueMax Theater de l'autre côté de Marlene-Dietrich-Platz en février 2007, la comédie musicale La Belle et la Bête est donnée de mars à septembre 2007. Le 21 octobre 2007, la première de la comédie musicale Mamma Mia ! est donnée en présence des anciens membres du groupe ABBA Björn Ulvaeus et Anni-Frid Lyngstad. Le spectacle tient jusqu'au 26 janvier 2009. Le 7 avril 2009, Dirty Dancing est créée en Allemagne et dure jusqu'en novembre 2010. De la première mondiale le 13 janvier 2011 au 28 août 2016, la comédie musicale Hinterm Horizont est composée à partir des chansons d'Udo Lindenberg.
Depuis la Berlinale 2000, le Theater am Potsdamer Platz est le lieu principal du Festival international du cinéma de Berlin chaque février. Pendant le festival, le théâtre s'appelle alors le Berlinale Palast. En plus des premières des films en compétition, le film d'ouverture et la cérémonie de remise des prix ont également lieu ici. Pour cette raison, la scénographie complète de la production musicale actuelle est élargie et le théâtre est transformé en cinéma.
De 2011 à 2013, La cérémonie de remise des prix des Goldene Henne est décerné au Theater am Potsdamer Platz.
Le 28 août 2016 a lieu la dernière représentation de la comédie musicale Hinterm Horizont. Bien que le bail se poursuive jusqu'en 2022 à trois millions d'euros par an, aucune comédie musicale ne lui succède car, selon le locataire Stage Entertainment, une sous-location temporaire du théâtre semble plus rentable dans ce cas qu'une nouvelle production.
En octobre 2019, l'ancien investisseur et propriétaire Brookfield Properties et le locataire Stage Entertainment concluent un accord avec la nouvelle partie intéressée Live Nation de Francfort-sur-le-Main pour remplacer le bail à partir de mai 2020. À partir de l'hiver 2020, une production du Cirque du Soleil adaptée pour Berlin y est prévue, elle est annulée en raison des conséquences de la pandémie de COVID-19.

## Source de la traduction
- (de) Cet article est partiellement ou en totalité issu de l’article de Wikipédia en allemand intitulé « Theater am Potsdamer Platz » (voir la liste des auteurs).